# Liste der Naturdenkmale in Horschbach
Die Liste der Naturdenkmale in Horschbach nennt die im Gemeindegebiet von Horschbach ausgewiesenen Naturdenkmale (Stand 27. April 2024).

## Naturdenkmale
| Nr.         | Bezeichnung | Lage                                          | Beschreibung                                    | Bild                                    |
| ----------- | ----------- | --------------------------------------------- | ----------------------------------------------- | --------------------------------------- |
| ND-7336-396 | Eiche       | nördlich des Ortes; Flur Auf dem Kuhberg Lage | Quercus sp., einer von ursprünglich zwei Bäumen | Direkt Bild zu diesem Denkmal hochladen |
| ND-7336-397 | Eiche       | Alter Weg, bei Nr. 14 Lage                    | Quercus sp.                                     | Direkt Bild zu diesem Denkmal hochladen |
| ND-7336-398 | Eiche       | östlich des Ortes an der L 368 Lage           | Quercus sp.                                     | Direkt Bild zu diesem Denkmal hochladen |